# Giovanni Falconi
Giovanni Falconi (Cagliari, 11 luglio 1817 – 10 luglio 1900) è stato un medico e anatomista italiano.

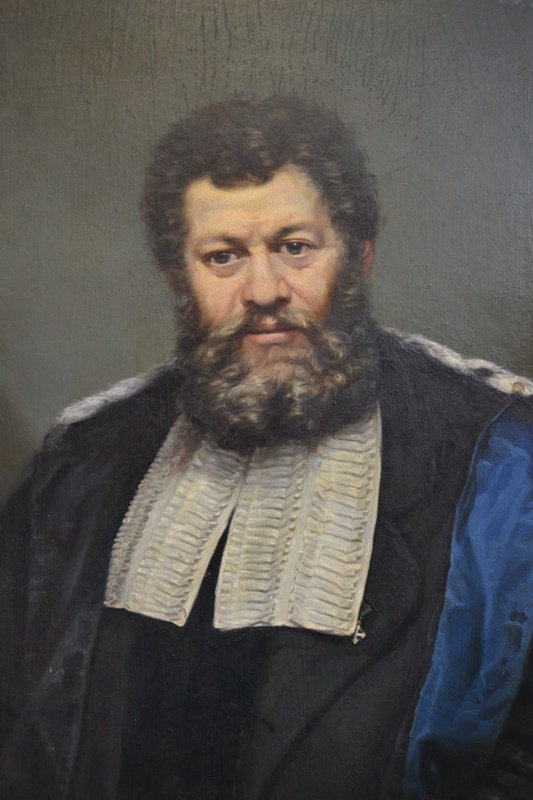
Ritratto del Prof. Giovanni Falconi in veste accademica. Pittrice: Giacinta Fasolis Ferrero, (1867). Collezione privata.

Fu inventore dell'ago da vaccinazione detto "ago falconiano" e ideatore di una terapia a base di centinodia per le fasi precoci del colera. Per la sua opera di diffusione delle vaccinazioni viene considerato uno dei pionieri della medicina sociale italiana.

## Biografia
Giovanni Falconi nacque a Cagliari l'11 luglio 1817 da Angelo e Rita Corongiu. Il padre era un commerciante di carbone proveniente da Firenze e la famiglia, non numerosa, riuscì ad inserirsi nella piccola borghesia cittadina. 
Iscrittosi alla Facoltà di Medicina e Chirurgia cagliaritana, si conquistò la stima di alcuni docenti, tra i quali Francesco Antonio Boi, suo professore di Anatomia e suo futuro maestro. Al termine del II anno di corso conseguì la Patente di flebotomo (Decreto Viceregio 29 settembre 1840), professione che esercitò, dal 1840, nel Bagno Penale di San Bartolomeo (Cagliari).
Contemporaneamente al lavoro dunque, il Falconi conseguì la laurea in chirurgia nel 1841. Anche se non si possiedono prove certe, fu probabilmente il Prof. Francesco Antonio Boi ad iniziare il promettente allievo agli studi sulla “questione vaccinica” da lui stesso affrontata fin dal 1801, anno in cui con il Prof. Pietro Antonio Leo sensibilizzarono il Collegio Medico cagliaritano affinché si pronunciasse favorevolmente sulla vaccinazione antivaiolosa jenneriana.
Nel 1841, ancora studente di Chirurgia, ideò e fece costruire dagli artigiani cagliaritani Olmetta e Giovanni Veritier (Presidente nel 1862 della Società degli Operai di Cagliari) un nuovo modello di ago da vaccinazione contro il vaiolo detto ago falconiano o ago crunato. Dopo la laurea in Chirurgia continuò a frequentare assiduamente la Scuola Anatomica del Boi.

## Carriera
Nel 1845 vinse il concorso di Settore Anatomico nel Gabinetto di Anatomia, si dedicò con impegno al nuovo lavoro dividendo il suo tempo tra il gravoso lavoro nella sala anatomica del vecchio Ospedale S. Antonio abate, le sperimentazioni vacciniche e gli studi nella Facoltà di Medicina, alla quale s’era iscritto per meglio completare la sua istruzione. Nel 1849, con Regio Decreto dell’8 marzo, fu nominato Chirurgo Maggiore nel Corpo di Sanità e destinato all’Ospedale Militare di Vercelli. Anche in questa città, il Falconi, aiutato dai colleghi ed amici Panzano, Chierasco e Mastio, dimostrò pubblicamente l’innocuità del suo ago e la semplicità operativa del metodo vaccinico destando curiosità e interesse tra i medici e i chirurghi addetti alle vaccinazioni. Nel 1850 riprese servizio come Settore Anatomico nell’ateneo cagliaritano, impegnandosi talmente nel lavoro didattico che il Ministero della Pubblica Istruzione gli accordò un aumento di stipendio “in considerazione dell’abilità e dello zelo con cui il medesimo attende al disimpegno delle sue attribuzioni”. 
Nel 1850 si laureò brillantemente anche in Medicina e si impegnò durante le epidemie di colera, sia a Cagliari che a Sassari, tanto che per le autorità sarde divenne un punto di riferimento sui riscontri autoptici e le conseguenti misure igienico-preventive per proteggere la popolazione. Egli si batté per far applicare le disinfezioni ambientali, la quarantena e gli isolamenti dei soggetti potenzialmente infetti. Per tali suoi atteggiamenti preventivi, all'epoca non facili da applicare, venne osteggiato da alcuni colleghi e giornalisti che lo definirono “coleromane”. Difatti diversi quotidiani definirono avventate le ipotesi di Falconi e i suoi colleghi che annunciavano le epidemie di colera attraverso il riscontro di vari focolai, che i cittadini tendevano a nascondere.  Nel 1889 l’American Journal of Pharmacy prese in considerazione i benefici effetti dell’utilizzo dell’erba centinodia nelle fasi precoci del colera proposti da Falconi. 

### Le lezioni di anatomia
Egli scrisse anche un imponente testo manoscritto di Anatomia, di 672 pagine, che riporta le sue lezioni di Anatomia Umana dell’anno accademico 1885-1886. Il manoscritto, di proprietà degli eredi del Falconi, non è un semplice e riassuntivo “dettato”, bensì rappresenta un vero e proprio libro di testo, divisibile in due grossi volumi, che contiene un fitto programma didattico di anatomia, anatomia fisiologica, anatomia chirurgica ed ostetrica; inoltre esprime anche il suo interesse per le scienze naturali e la zoologia; difatti divenne collaboratore di vari musei zoologici italiani e per tale opera ricevette per più volte lettere di ringraziamento dal ministero. Se fosse stato corredato di immagini, schemi e tabelle, avrebbe potuto raggiungere una mole paragonabile alla prima edizione del celeberrimo testo di Henry Gray, pubblicato nel 1858 nel Regno Unito: Anatomy, Descriptive and Surgical (Gray’s Anatomy) che andò in stampa con 794 pagine fornite di figure. Tuttavia, le ricerche scientifiche del Falconi ebbero come argomento primario la vaccinazione contro il vaiolo e i rimedi contro il colera; pertanto quest’opera, così meticolosa, ci rende la migliore testimonianza che egli, in ambito anatomico, decise di dedicarsi quasi esclusivamente alla didattica. 
Fu docente di anatomia per 44 anni e direttore dell'istituto anatomico dal 1856 al 1889. Ebbe numerosi allievi, tra i quali spiccano Antonio Carruccio, Pietro Meloni Satta, Roberto Binaghi (al quale è dedicato un ospedale di Cagliari), Luigi Brotzu (padre di Giuseppe Brotzu), Tommaso Fadda, Efisio Orrù. Solo quest'ultimo proseguì per tutta la vita la carriera di docente di anatomia umana.
Dal 1884 al 1888-89 fu preside della Facoltà di Medicina e Chirurgia dell'Università degli Studi di Cagliari. Nel 1979 l'Università di Cagliari gli dedicò un'aula dell'Istituto di Anatomia e fece posizionare il suo busto (realizzato nel 1885 da scultore ignoto) all'ingresso del Teatro Anatomico.

## Ago Falconiano

### Successi e diffusione
L'ago di Falconi consiste in un ago metallico cilindrico e sottile, non cavo, con la struttura di base somigliante a quella dell' "ago comune" utilizzato da Jenner. Si distingueva dagli altri strumenti per la sua estremità: arrotondata ed affilata sui margini, con al centro una escavazione molto più piccola e spostata verso la punta. Questa trovata ingegnosa gli permetteva di deporre l'umore vaccinico sugli strati più superficiali della cute con la minima invasività. La vaccinazione, che all'epoca era solo quella contro il vaiolo, non aveva ancora assunto i connotati moderni di profilassi e gli strumenti ed i metodi erano cruenti e dolorosi. L'Ago Falconiano (creato nel 1844) era lungo circa 12 cm e largo 1,5 mm, l'escavazione era lunga circa 3 mm. Rispetto ad altri aghi lo scavo sulla punta dell’ago di Falconi aveva una funzione simile alla biforcazione del moderno ago di Rubin (creato nel 1961), che aveva il medesimo scopo di perforare lo strato corneo della cute. Infatti anche Rubin aveva l'obiettivo di creare un ago con una escavazione, arrivando poi a preferire la biforcazione. Per gli stessi motivi Falconi rese taglienti i bordi e cercò di rendere meno acuta la punta dell'ago spostando l'escavazione sulla punta stessa. Questo anticipò di 123 anni il concetto di mininvasività e risparmio del materiale del metodo attuale. 
Nel triennio 1856-1858 riuscì ad ottenere fino al 98% di successo col suo metodo di vaccinazione e con impegno crescente iniziò a diffondere le sue idee innovative sul vaccino. Il suo metodo divulgativo consisteva nel riunire la popolazione dei villaggi e dimostrare ai genitori l’innocuità del suo metodo, vaccinando per primi il parroco ed i figli del sindaco. Le persone infatti avevano bisogno di capire cosa fosse e quali benefici potessero ottenere.
La fama del suo ago raggiunse tutta l’Italia, la Francia, il Portogallo, il Belgio e l’America, il suo metodo fu presentato anche all’accademia medica imperiale di Parigi, all’epoca una delle istituzioni mediche più importanti del mondo. Anche la prestigiosa rivista The Lancet parlò dei benefici ottenuti con l’ago di Falconi. Fu inviato da Sua Maestà il Re ad effettuare la campagna vaccinale in Sicilia, ottenendo grandi successi. 
Nel quadriennio 1865-69, quando Falconi ricopriva l’importante incarico di Conservatore del vaccino in Sardegna, le vaccinazioni di massa praticate col nuovo “ago falconiano” fecero ribassare la mortalità per vaiolo dal 30-40 % al 17% mentre gli esiti infausti legati alla vaccinazione calarono al 7%. Grazie a Falconi il numero dei vaccinati riuscì finalmente a superare il numero dei nati; altresì è stato tra i primi, nel 1870, ad introdurre alcune lezioni dimostrative e tirocini per istruire praticamente gli studenti di medicina e chirurgia sulla vaccinazione. A fine carriera, nel 1889, fu proposto come Conservatore anche per il Piemonte e per la Lombardia, ma egli decise di rimanere in Sardegna.
Falconi non accettò mai compensi ne donazioni per le sue vaccinazioni e non si ha traccia di alcun brevetto, egli regalava il suo ago a chi ne faceva richiesta. A partire dal 1844, per via delle numerose richieste per ottenere il suo strumento, egli autorizzò alla costruzione, oltre ai suddetti Olmetta e Veritier, altri artigiani dislocati sul territorio nazionale: fratelli Lollini di Bologna,  Bertinara a Torino e Coppelli a Modena.

### Controversie
Il professor Beka, accusò Giovanni Falconi di non essere l’inventore dell’ago, di non essere il primo medico ad aver proposto la modifica dell’ago, e riporta nomi e cognomi di medici del Lombardo-Veneto, della Romagna e del Piemonte che già nel 1808 adoperavano quell'ago. Il Beka afferma che ormai con tutto questo che si era appurato sulla storia dell’ago si eclissava la gloria del benemerito professor cagliaritano Giovanni Falconi. La risposta di Falconi non si fece attendere e con “poche parole” spiegò pubblicamente il perché Beka prese fischi per fiaschi cadendo nell'inganno dell’arcano del magnetismo. Giovanni Falconi racconta di quando praticò la vaccinazione nel carcere della Torre dell’Elefante in Cagliari e che fra i prigionieri si trovavano dei sassaresi; conobbe in quell'occasione il chirurgo Bini, a cui insegnò il suo metodo vaccinale dopo la sua liberazione dal carcere, portandolo con sé a vaccinare nel Comune di Quartu Sant’Elena e nel quartiere della Marina di Cagliari. Quando il Bini partì per Sassari Falconi gli consegnò la sua linfa vaccinale e il suo ago. Il Bini vaccinò con successo ed efficacia centinaia di persone a Sassari, e per questo venne consultato dal professor Beka, che gli chiese la ragione per cui i bambini vaccinati non risentissero molestie durante il momento dell’innesto, e perché il risultato fosse così felice. Il Bini non volle rivelare per ignote ragioni l’insegnamento ricevuto dal Falconi e disse al Beka che il suo ago era calamitato. La spiritosa risposa fu accolta con prodigiosa credulità e diventò una "bufala" dell'epoca. La favola era talmente bella che sopravvisse alla morte del chirurgo Bini, avvenuta a Sassari a causa del colera. Altri medici scrissero in riviste di essere sempre convinti dell’influenza “dell’imponderabile nell’operazione del vaccino” alludendo al magico magnetismo. La Gazzetta del Popolo rende testimonianza e merito al dottor Falconi ricordando che a Torino lo stesso praticò la vaccinazione a centinaia di persone servendosi con successo di un ago da lui inventato senza il minimo spargimento di sangue e senza il benché minimo dolore, riuscendo a vaccinare anche centocinquanta bambini nel breve spazio di un’ora. Giovanni Falconi scrive che le lodi ricevute dai valenti medici piemontesi costituivano uno scudo contro i dardi che “prevedevo mi verrebbero lanciati dall'invidia maligna, che d'altronde non fa mai breccia quando va a cadere su fatti incontestabili”, scrive di vari tentativi di coloro che si adoperavano per negare o sviare i fatti e non riconoscere un processo di vaccinazione che non tormentava né spaventava i vaccinandi, e procacciava all’umanità un benefizio immenso.
Un'altra polemica, che sorse a seguito di una lettera di risposta del Cavalier professor Giovanni Falconi al dottor G. Grancini, membro del Comitato milanese di vaccinazione animale pubblicata anche sulla Rivista di scienze mediche e naturali datata Modena 26 ottobre 1872, fa cadere il discorso su un importante tema di attualità medica che era pure allora come oggi la vaccinazione, in questo caso antivaiolosa. Anche in questa occasione dovette difendere il suo ago e il suo metodo vaccinale dalle considerazioni del dottor Grancini, che dimostrando di non conoscere l’ago ed il suo metodo di utilizzo, si permetteva di dare giudizi e consigli, di criticare i metodi vaccinici del Falconi che al contrario avevano dimostrato coi numeri il loro successo. Il Falconi rimarcò il fatto che era poco utile e anche poco serio dire che con l’ago ordinario i vaccinatori non ottenessero risultati e creassero delle inutili "gallerie" nella cute per inoculare il vaccino per le vaccinazioni su larga scala. Inoltre spiegò come fosse negativo per la salute pubblica creare delle fazioni infruttuose tra medici, che così facendo non si otteneva altro che rendere confusi i cittadini: "Siamo in certi tempi … in cui con parole e con scritti, nei quali si tende solo a far valere la merce propria a danno altrui, non si ottiene altro che il discredito che dell’una o dell’altra, e se accade, come pare e come qui nel continente mi fu assicurato da colleghi valentissimi, che molti genitori esitino a presentare la loro prole alla vaccinazione, e che pochi credano agli ottimi effetti e splendidi risultati della vaccinazione con danno immenso delle popolazioni, la colpa è tutta nostra".

## Morte
Il Professor Giovanni Falconi, Commendatore dell’Ordine dei SS Maurizio e Lazzaro, Ufficiale dell’Ordine della Corona d'Italia, doppia Medaglia di Bronzo per i meriti sulla pubblica salute, venne collocato a riposo nel 1890 con il titolo ulteriore di Professore Emerito. Pietro Meloni Satta divenne il suo successore, ma tenne la cattedra, come incaricato, solamente fino all’ anno successivo, quando vinse il concorso il Prof. Francesco Legge. Ai suoi funerali si fece un solenne corteo con gli istituti pii e il decimo fanteria dell’esercito con musica, le autorità universitarie e politiche cittadine ed un rappresentante dell'Università di Roma. Nell’epigrafe della sua tomba posta sul colle di Bonaria, con un suo mezzo busto scolpito, si trova scritto: “Q. R. Falconi Comm. Giovanni, nato a Cagliari l’11 luglio 1817, Professore d’Anatomia Umana nel Patrio Ateneo morì rimpianto il 10 luglio 1900. Idolatra della scienza, della patria del Re, conseguì stima ed onori. Soldato del dovere, pugno impavido nelle invasioni del colera e del vajuolo. I figli memori riconoscenti Q. M. P.”.
Nel marzo del 2024 il comune di Cagliari ha dedicato a Giovanni Falconi una targa in una piazzetta della città.